# Circondario di Einbeck
Il circondario di Einbeck (in tedesco Landkreis Einbeck) è stato un circondario (Landkreis) della Bassa Sassonia, in Germania.

## Storia
Fu istituito nel 1885 come circondario nella provincia di Hannover del regno di Prussia.
Capoluogo e centro maggiore era la città di Einbeck.
Fu soppresso il 1º marzo 1974 e unito al circondario di Northeim.
Al momento della soppressione, contava 37 comuni.

## Comuni
- Amelsen
- Andershausen
- Avendshausen
- Buensen
- Dassel
- Dassensen
- Deitersen
- Dörrigsen
- Drüber
- Edemissen
- Eilensen
- Einbeck
- Ellensen
- Hilwartshausen
- Hollenstedt
- Holtensen
- Hoppensen
- Hullersen
- Hunnesrück
- Iber
- Immensen
- Kohnsen
- Krimmensen
- Kuventhal
- Lauenberg
- Lüthorst
- Mackensen
- Markoldendorf
- Negenborn
- Odagsen
- Oldendorf
- Portenhagen
- Relliehausen
- Rengershausen
- Rotenkirchen
- Salzderhelden
- Sievershausen
- Stöckheim
- Strodthagen
- Sülbeck
- Vardeilsen
- Vogelbeck
- Volksen
- Wellersen